# Сборная Австралии по хоккею с шайбой
Сбо́рная Австра́лии по хокке́ю с ша́йбой — представляет Австралию на международных турнирах по хоккею с шайбой. Основана в 1954 году, в 1959 вступила в ИИХФ. Более всего хоккей развит в штатах Новый Южный Уэльс и Виктория, хоккеисты которых, как правило, составляют основу национальной сборной.

## История
Хоккей в страну был завезён иммигрантами из Англии в начале XX века, но до сих пор игра по популярности и по уровню развития уступает почти всем видам спорта и прежде всего хоккею на траве. Слабее всего распространён хоккей на льду среди детей и юношей.
Дебют состоялся в 1960 году в США на мировом чемпионате, проходившем в Скво-Вэлли на Олимпийских играх. В тот раз австралийцы показали наилучший результат, повторить который им больше не удавалось. Больше команда не выступала в сильнейшем дивизионе. Ещё через два года, выступив в США в группе В, они сделали перерыв более чем на 10 лет и вернулись в хоккейную семью лишь в 1974 году. После этого последовал перерыв ещё на пять лет, и в 1979 году хоккеисты с зелёного континента стартовали вновь. До юбилейного (пятого) участия пришлось вновь ждать не один год, австралийцы заняли последнее место и перешли в низшую группу D.
На следующий год ИИХФ поручило Австралии провести чемпионат в этой группе. Первый крупный хоккейный турнир принял Перт. Дома австралийцы заняли первое место и вернулись в группу С. Этот чемпионат также был предложен Австралии и состоялся в крупнейшем городе страны Сиднее, однако здесь хозяев ждало фиаско. Они заняли последнее место и вернулись в группу D. Начиная с 1992 года австралийцы регулярно участвуют в мировых чемпионатах. В 1996 году у них было одно из самых неудачных выступлений в группе D в Электренае, где они заняли последнее место, проиграв все матчи. Далее австралийцы выступали удачнее в группе D до 2000 года. После была проведена реорганизация в хоккейных группах.
Затем были введены дивизионы, Австралия попала в во второй, где они выступают и по сей день, за исключением двух сезонов, когда выступали в первом дивизионе. В апреле 2008 года австралийцы выиграли один из турниров второго дивизиона, который состоялся дома и перешли в первый дивизион. Через год в Вильнюсе на чемпионате первого дивизиона хоккеисты с зеленого континента проиграли все матчи и вернулись во второй дивизион. В апреле 2011 года Австралия в четвёртый раз принимала хоккейный мировой чемпионат низших дивизионов, и на этот раз соревнования прошли в Мельбурне. Хозяева заняли первое место и перешли в первый дивизион. На следующий год ИИХФ вновь провела реорганизацию: были введены группы в дивизионах.
Австралия выступала в группе В первого дивизиона в польском городе Крыница-Здруй, где проиграла все матчи и вернулась во второй дивизион в группу А. Весной 2015 года на чемпионате в Исландии австралийцы заняли последнее место и переместились в группу В второго дивизиона. Однако в апреле 2016 года они уверенно заняли первое место в группе В Мехико и вернулись в группу А.

## Статистика выступлений на ЧМ

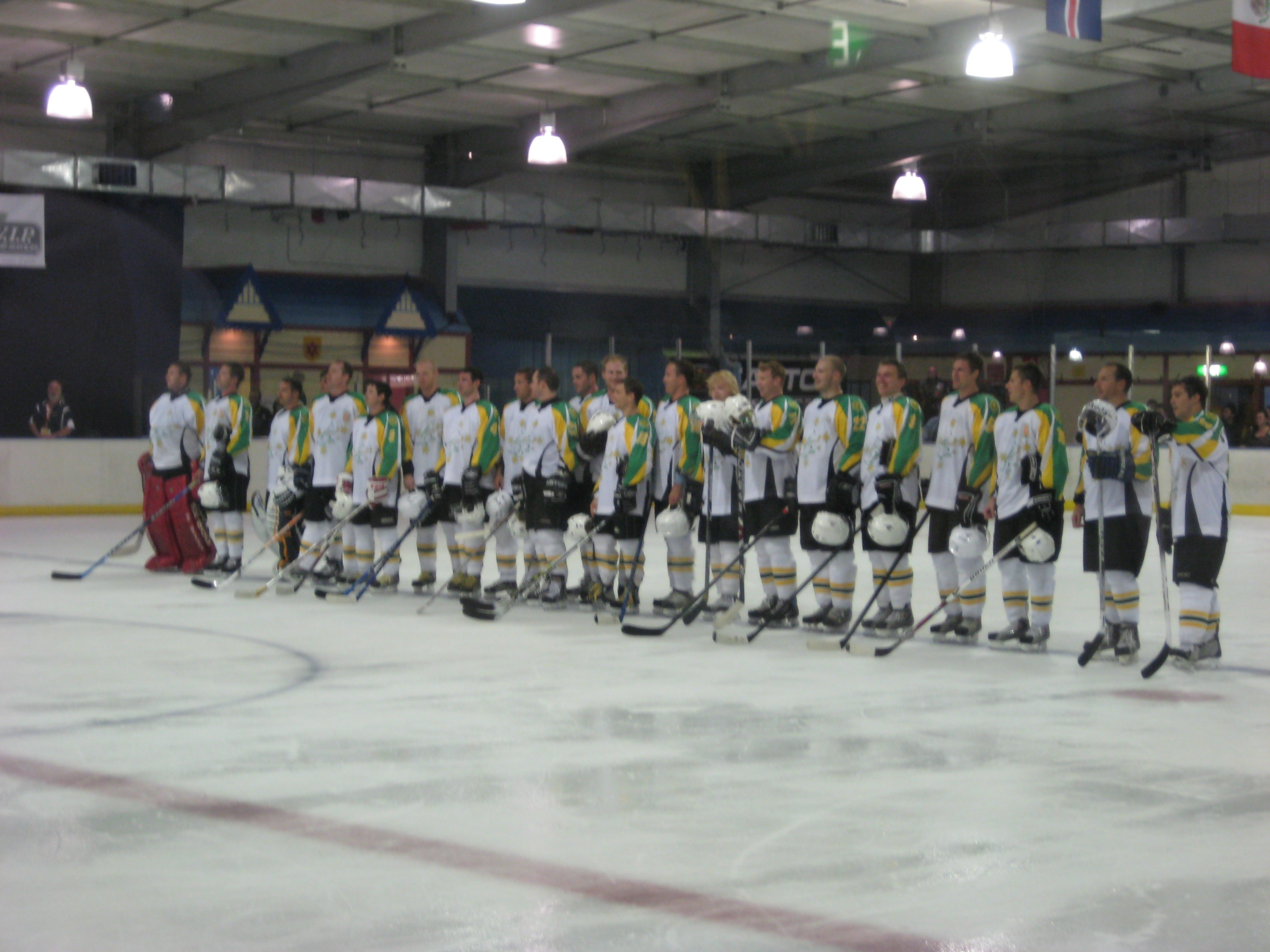
Сборная Австралии в 2008 году

| Год       | Дивизион        | Место                        |
| --------- | --------------- | ---------------------------- |
| 1920-1959 | не участвовала  |                              |
| 1960      | Олимпиада       | 9                            |
| 1961      | не участвовала  |                              |
| 1962      | Группа В        | 13 (5 в группе)              |
| 1963-1973 | не участвовала  |                              |
| 1974      | Группа С        | 21 (7 в группе)              |
| 1975-1978 | не участвовала  |                              |
| 1979      | Группа С        | 26 (8 в группе) (последнее)  |
| 1981-1985 | не участвовала  |                              |
| 1986      | Группа С        | 26 (10 в группе) (последнее) |
| 1987      | Группа D        | 25 (1 в группе)              |
| 1989      | Группа С        | 24 (8 в группе) (последнее)  |
| 1990      | Группа D        | 27 (2 в группе)              |
| 1991      | не участвовала  |                              |
| 1992      | Группа С1       | 15 (3 в группе)              |
| 1993      | Группа С        | 23 (7 в группе)              |
| 1994      | Группа С2       | 33 (13 в группе)             |
| 1995      | Группа С2       | 36 (16 в группе)             |
| 1996      | Группа D        | 36 (8 в группе) (последнее)  |
| 1997      | Группа D        | 34 (6 в группе)              |
| 1998      | Группа D        | 34 (2 в группе)              |
| 1999      | Группа D        | 34 (3 в группе)              |
| 2000      | Группа D        | 36 (3 в группе)              |
| 2001      | Второй дивизион | 33 (3 в группе А)            |
| 2002      | Второй дивизион | 36 (4 в группе А)            |
| 2003      | Второй дивизион | 36 (4 в группе А)            |
| 2004      | Второй дивизион | 33 (3 в группе А)            |
| 2005      | Второй дивизион | 31 (2 в группе А)            |
| 2006      | Второй дивизион | 32 (3 в группе В)            |
| 2007      | Второй дивизион | 32 (2 в группе В)            |
| 2008      | Второй дивизион | 30 (1 в группе В)            |
| 2009      | Первый дивизион | 27 (6 в группе А)            |
| 2010      | Второй дивизион | 32 (2 в группе А)            |
| 2011      | Второй дивизион | 30 (1 в группе А)            |
| 2012      | Первый дивизион | 28 (6 в группе B)            |
| 2013      | Второй дивизион | 32 (4 в группе А)            |
| 2014      | Второй дивизион | 32 (4 в группе А)            |
| 2015      | Второй дивизион | 34 (6 в группе А)            |
| 2016      | Второй дивизион | 35 (1 в группе В)            |
| 2017      | Второй дивизион | 30 (2 в группе A)            |
| 2018      | Второй дивизион | 30 (2 в группе A)            |
| 2019      | Второй дивизион | 31 (3 в группе A)            |